# Vypínání válců
Vypínání válců (Zylinderabschaltung (ZAS) nebo Cylider on demand (COD)) je způsob jak dosáhnout úspory paliva spalovacího motoru. Vyvinuto bylo koncem 70. let.
Během typické jízdy automobilový motor dodává pouze zlomek svého maximálního (jmenovitého výkonu). Motor s vypínáním válců v takové situaci vypne jeden či více válců tím, že nechá jejich ventily zavřené. Tím dochází k úspoře práce potřebné na výměnu plynů ve válci. Navíc ostatní pracující válce pracují s větším zatížením, které je z hlediska účinnosti daleko efektivnější. Koncem 90. let se dosahovalo tímto opatření až 15% úspory paliva.
V roce 2013 je systém vypínání válců ve velkém používán koncernem VW u benzínových motorů pro VW Golf, Audi A3, Audi A8.